# Kamil Hála
Kamil Hála (* 1. August 1931 in Most; † 29. Oktober 2014 in Prag) war ein tschechoslowakischer bzw. tschechischer Jazzmusiker (Piano, Arrangement, Komposition), der auch als Bigband-Leader hervorgetreten ist.

## Leben und Wirken
Hála erhielt Klavierunterricht an einer privaten Musikschule. Er absolvierte die Handelsakademie. Durch seinen Bruder, den Trompeter und Komponisten Vlastimil Hála, kam er in Kontakt mit dem Jazz, was sich nach der Befreiung durch lokale Orchester und ausländische Musikfilme intensivierte.
Nachdem Hála in Amateurbands gearbeitet hatte, trat er Anfang der 1950er Jahre dem Ensemble von Zdeněk Barták bei, dessen Sound er als Arrangeur mitprägte. Nach der Auflösung dieses Ensembles gründete Hála Mitte der 1950er Jahre sein eigenes Orchester, mit dem er bis 1959 Tourneen durch Europa und auch Konzertreisen nach Japan, Birma und Indien unternahm. Des Weiteren trat er als Pianist oder Dirigent in Prager Cafés auf. Später komponierte und arrangierte er häufig für das Orchester von Karel Vlach.
Ab 1959 wirkte Hála als Pianist und Arrangeur des Tanzorchesters des Tschechoslowakischen Rundfunks, um dann 1963 Dirigent des Jazzorchesters derselben Einrichtung zu werden; mit diesem Klangkörper erschienen mehrere Alben, zuletzt 1996 das Kompilationsalbum Jazz Is My Life.